# Nevena Lukić
Nevena Lukić (Innsbruck, 16 de agosto de 1981) es una deportista austríaca que compitió en taekwondo.
Ganó una medalla de bronce en el Campeonato Mundial de Taekwondo de 2005 y una medalla de oro en el Campeonato Europeo de Taekwondo de 2004.

## Palmarés internacional
| Campeonato Mundial | Campeonato Mundial    | Campeonato Mundial | Campeonato Mundial |
| Año                | Lugar                 | Medalla            | Categoría          |
| ------------------ | --------------------- | ------------------ | ------------------ |
| 2005               | Madrid (España)       | Medalla de bronce  | –51 kg             |
| Campeonato Europeo |                       |                    |                    |
| Año                | Lugar                 | Medalla            | Categoría          |
| 2004               | Lillehammer (Noruega) | Medalla de oro     | –51 kg             |